# Anda Šafranska
Anda Šafranska (ur. 2 grudnia 1960) – francuska szachistka pochodzenia łotewskiego, arcymistrzyni od 1999 roku.

## Kariera szachowa
W 1987 i 1989 r. dwukrotnie uczestniczyła w finałach indywidualnych mistrzostw Związku Radzieckiego. Po rozpadzie ZSRR znalazła się w ścisłej czołówce łotewskich szachistek. Sześciokrotnie (1990, 1991, 1993, 1994, 1996, 1997) zdobyła tytuły mistrzyni kraju. 
Wielokrotnie reprezentowała Łotwę i Francję w turniejach drużynowych, m.in.:
- czterokrotnie na olimpiadach szachowych (w latach 1992, 1994, 1996, 2006)[2],
- na drużynowych mistrzostwach świata (w roku 2013)[3],
- dwukrotnie na drużynowych mistrzostwach Europy (w latach 1992, 1997)[4]

W 1991 r. zwyciężyła (wspólnie z Eleną-Luminițą Cosmą) w kołowym turnieju w Budapeszcie. W 1993 r. jedyny raz w karierze wystąpiła w turnieju międzystrefowym (eliminacji mistrzostw świata), zajmując w Dżakarcie XVIII miejsce (w stawce 39 zawodniczek). W 2006 r. podzieliła III m. (za Jurijem Sołodowniczenko i Jozsefem Horvathem, wspólnie z m.in. Csabą Horvathem) w Chambéry, natomiast w 2008 r. podzieliła III m. (za Wadimem Małachatko i Amonem Simutowe, wspólnie z m.in. Jozsefem Horvathem i François Fargerem) w Marcy-l’Étoile.
Najwyższy ranking w karierze osiągnęła 1 stycznia 2000 r., z wynikiem 2367 punktów zajmowała wówczas 59. miejsce na światowej liście FIDE, jednocześnie zajmując 1. miejsce wśród łotewskich szachistek.